# 東かがわ市
東かがわ市（ひがしかがわし）は、香川県の東端にある市。高松市と徳島市のほぼ中間に位置する地域である。

## 地勢

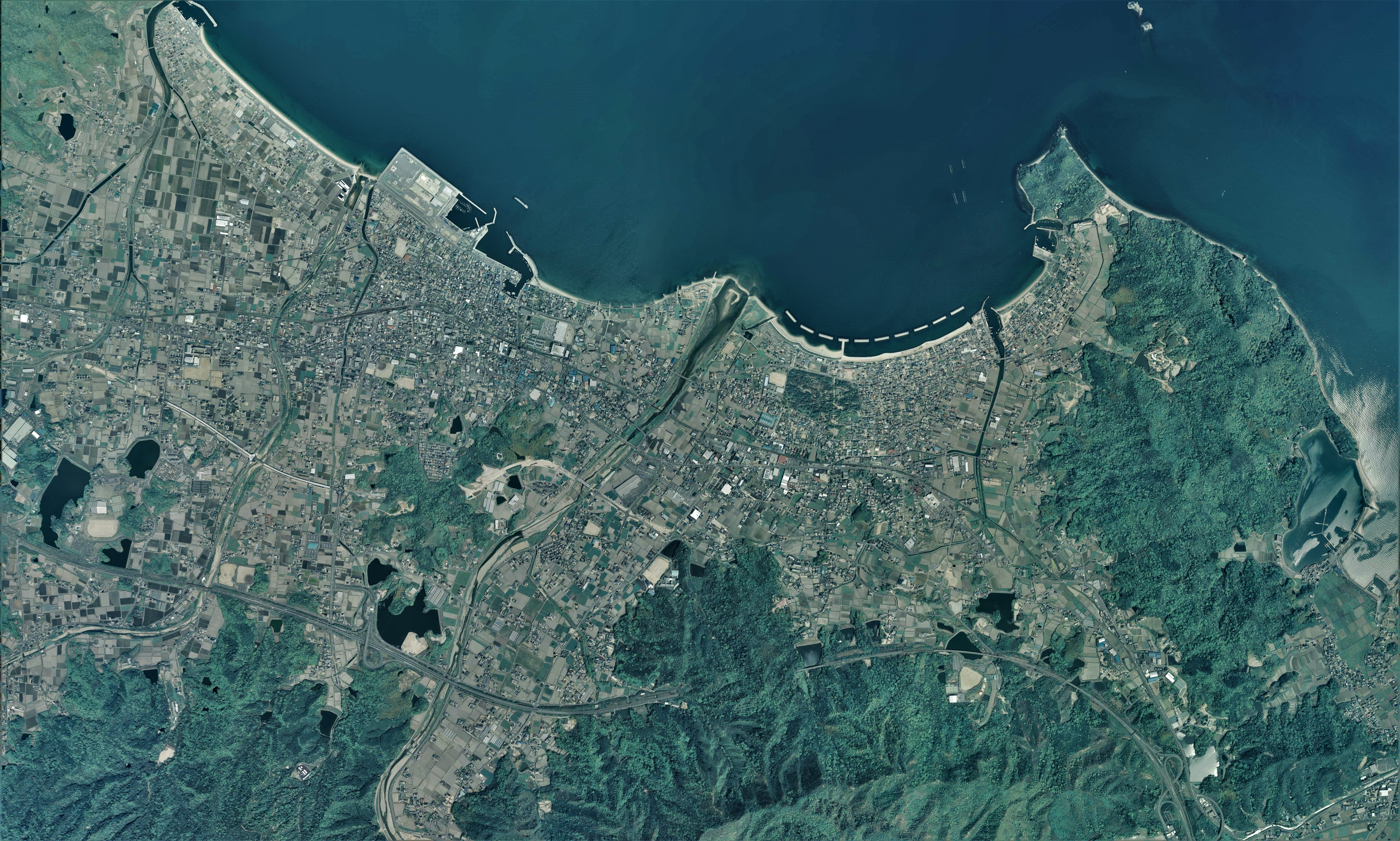
東かがわ市主要部の空中写真。
2014年4月24日撮影の6枚を合成作成。。

香川県の東端に位置し、南部は東西に連なる讃岐山脈によって徳島県に接する。西はさぬき市に隣接し、北東は瀬戸内海（播磨灘。瀬戸内海国立公園に指定）に臨む。
瀬戸内海に注ぐ馬宿川、小海川、新川、湊川、与田川、番屋川などの流域に平野部が開け、市街地と田園地域を形成している。
- 山：女体山、大山、東女体山、檀特山、笠ケ峰、龍王山、ビク山、鉢伏山、虎丸山、本宮山、鳴嶽、那智山、北山、与治山、翼山、前山、秋葉山、御山
- 河川：馬宿川、小海川、新川、湊川、古川、与田川、番屋川、日開谷川、大影谷川 ほか
- 湖沼：川田池、保田（ほだ）池、原間（わらま）池、安戸池 ほか
- 島：絹島、丸亀島、女島、双子島、一子島、松島、通念島、毛無島、女郎島

### 気候
比較的晴天の日が多く降水量が少ない、瀬戸内海特有の温暖で穏やかな気候である。ただし、香川県内では降水量の多い地域で、渇水時に断水が起こることも滅多にない。香川用水にもほとんど頼っていない。
| 引田（1991年 - 2020年）の気候      | 引田（1991年 - 2020年）の気候 | 引田（1991年 - 2020年）の気候 | 引田（1991年 - 2020年）の気候 | 引田（1991年 - 2020年）の気候 | 引田（1991年 - 2020年）の気候 | 引田（1991年 - 2020年）の気候 | 引田（1991年 - 2020年）の気候 | 引田（1991年 - 2020年）の気候 | 引田（1991年 - 2020年）の気候 | 引田（1991年 - 2020年）の気候 | 引田（1991年 - 2020年）の気候 | 引田（1991年 - 2020年）の気候 | 引田（1991年 - 2020年）の気候 |
| 月                                 | 1月                           | 2月                           | 3月                           | 4月                           | 5月                           | 6月                           | 7月                           | 8月                           | 9月                           | 10月                          | 11月                          | 12月                          | 年                            |
| ---------------------------------- | ----------------------------- | ----------------------------- | ----------------------------- | ----------------------------- | ----------------------------- | ----------------------------- | ----------------------------- | ----------------------------- | ----------------------------- | ----------------------------- | ----------------------------- | ----------------------------- | ----------------------------- |
| 最高気温記録 °C （°F）             | 18.4 (65.1)                   | 24.2 (75.6)                   | 25.7 (78.3)                   | 30.9 (87.6)                   | 31.3 (88.3)                   | 36.9 (98.4)                   | 37.1 (98.8)                   | 37.0 (98.6)                   | 36.8 (98.2)                   | 31.5 (88.7)                   | 27.0 (80.6)                   | 23.0 (73.4)                   | 37.1 (98.8)                   |
| 平均最高気温 °C （°F）             | 9.2 (48.6)                    | 9.8 (49.6)                    | 13.1 (55.6)                   | 18.8 (65.8)                   | 23.7 (74.7)                   | 26.4 (79.5)                   | 30.4 (86.7)                   | 31.7 (89.1)                   | 27.8 (82)                     | 22.4 (72.3)                   | 17.0 (62.6)                   | 11.8 (53.2)                   | 20.2 (68.4)                   |
| 日平均気温 °C （°F）               | 5.5 (41.9)                    | 5.7 (42.3)                    | 8.6 (47.5)                    | 13.7 (56.7)                   | 18.6 (65.5)                   | 22.2 (72)                     | 26.1 (79)                     | 27.2 (81)                     | 23.8 (74.8)                   | 18.5 (65.3)                   | 13.1 (55.6)                   | 7.9 (46.2)                    | 15.9 (60.6)                   |
| 平均最低気温 °C （°F）             | 1.8 (35.2)                    | 1.8 (35.2)                    | 4.2 (39.6)                    | 8.9 (48)                      | 14.1 (57.4)                   | 18.7 (65.7)                   | 22.9 (73.2)                   | 23.8 (74.8)                   | 20.6 (69.1)                   | 15.1 (59.2)                   | 9.3 (48.7)                    | 4.3 (39.7)                    | 12.1 (53.8)                   |
| 最低気温記録 °C （°F）             | −5.3 (22.5)                   | −6.7 (19.9)                   | −4.5 (23.9)                   | −0.8 (30.6)                   | 4.4 (39.9)                    | 10.1 (50.2)                   | 16.6 (61.9)                   | 17.2 (63)                     | 10.6 (51.1)                   | 4.3 (39.7)                    | 1.6 (34.9)                    | −3.0 (26.6)                   | −6.7 (19.9)                   |
| 降水量 mm （inch）                 | 36.3 (1.429)                  | 44.1 (1.736)                  | 72.9 (2.87)                   | 78.6 (3.094)                  | 111.3 (4.382)                 | 159.3 (6.272)                 | 159.4 (6.276)                 | 168.6 (6.638)                 | 244.0 (9.606)                 | 149.0 (5.866)                 | 62.0 (2.441)                  | 46.2 (1.819)                  | 1,343.6 (52.898)              |
| 平均降水日数 （≥1.0 mm）           | 6.6                           | 6.8                           | 9.8                           | 9.6                           | 8.8                           | 11.3                          | 10.1                          | 8.6                           | 10.5                          | 8.9                           | 6.9                           | 6.6                           | 104.6                         |
| 平均月間日照時間                   | 147.6                         | 140.3                         | 176.7                         | 202.5                         | 207.3                         | 154.2                         | 194.6                         | 227.1                         | 156.6                         | 154.3                         | 137.5                         | 137.6                         | 2,039.1                       |
| 出典1：Japan Meteorological Agency |                               |                               |                               |                               |                               |                               |                               |                               |                               |                               |                               |                               |                               |
| 出典2：気象庁                      |                               |                               |                               |                               |                               |                               |                               |                               |                               |                               |                               |                               |                               |

### 人口
| |                                            |  |
| 東かがわ市と全国の年齢別人口分布（2005年） | 東かがわ市の年齢・男女別人口分布（2005年） |  |
| ■紫色 ― 東かがわ市 ■緑色 ― 日本全国 | ■青色 ― 男性 ■赤色 ― 女性                  |  |
| 東かがわ市（に相当する地域）の人口の推移 \| 1970年（昭和45年） \| 42,572人 \| \| \| 1975年（昭和50年） \| 43,049人 \| \| \| 1980年（昭和55年） \| 43,110人 \| \| \| 1985年（昭和60年） \| 42,446人 \| \| \| 1990年（平成2年） \| 40,875人 \| \| \| 1995年（平成7年） \| 39,226人 \| \| \| 2000年（平成12年） \| 37,760人 \| \| \| 2005年（平成17年） \| 35,929人 \| \| \| 2010年（平成22年） \| 33,625人 \| \| \| 2015年（平成27年） \| 31,031人 \| \| \| 2020年（令和2年） \| 28,279人 \| \| |                                            |  |
| 総務省統計局 国勢調査より |                                            |  |
| 1970年（昭和45年） | 42,572人                                   |  |
| 1975年（昭和50年） | 43,049人                                   |  |
| 1980年（昭和55年） | 43,110人                                   |  |
| 1985年（昭和60年） | 42,446人                                   |  |
| 1990年（平成2年） | 40,875人                                   |  |
| 1995年（平成7年） | 39,226人                                   |  |
| 2000年（平成12年） | 37,760人                                   |  |
| 2005年（平成17年） | 35,929人                                   |  |
| 2010年（平成22年） | 33,625人                                   |  |
| 2015年（平成27年） | 31,031人                                   |  |
| 2020年（令和2年） | 28,279人                                   |  |

1970年代から人口減少が始まり、現在では年間約300人のペースで減り続けており、過疎地域に指定されている。県庁所在地の高松市からより離れた地区や中山間地区での減少が特に顕著である。少子高齢化も進行しており、高齢化率では香川県内の市の中で最も高い。そのため市では小中学校や幼稚園の統廃合、高齢者施設の増設などを検討している。
2024年に消滅可能性自治体に指定された。

## 歴史
大部分の地域は明治期まで千年以上、大内郡と呼ばれてきた。大内郡は明治に入り、寒川郡と合併し大川郡となった。大川郡はその後この合併により消滅。
- 2003年（平成15年）4月1日 - 大川郡引田町・白鳥町・大内町が合併及び市制施行し東かがわ市となる。同時に市章を制定する。[3]

## 行政
- 市長：上村一郎（2023年4月27日就任、2期目）

### 歴代市長
第1回市長選挙は、2003年4月27日に行われ、新人無所属元町長による一騎討ちとなり中條弘矩が12,610票で新人無所属元引田町長の安倍正典を2,099票差で破り当選した。投票率：74.35%。
第2回市長選挙は、2007年4月22日に行われ、新人無所属元市議による三つ巴戦となり藤井秀城が8,633票で2位候補者の新人無所属元引田町長の安倍正典を1,650票差で破り当選した。投票率が東かがわ市発足時の市長選挙（投票率：74.35%）から低下（投票率：71.69%）した。
第3回の市長選挙は、2011年4月24日に行われ、現職無所属と新人無所属元市議による一騎討ちとなり藤井秀城が11,733票で新人無所属元市議元引田町長の安倍正典を3,002票差で破り当選した。2選。投票率が第2回市長選挙（投票率：71.69%）から僅かに低下（投票率：71.68%）した。
第4回の市長選挙は、2015年4月26日に行われ、現職無所属と新人無所属元市職員による一騎討ちとなり藤井秀城が9,618票で新人無所属元市職員を476票差で破り当選した。3選。投票率が第3回市長選挙（投票率：71.68%）から低下（投票率：68.48%）した。
第5回の市長選挙は、2019年4月21日に行われ、新人無所属による四つ巴戦となり上村一郎が8,626票で2位候補者新人無所属元市職員を2,580票差で破り当選した。投票率が第4回市長選挙（投票率：68.48%）から僅かに上昇（投票率：69.39%）した。
第6回の市長選挙は、2023年4月23日に行われ、現職無所属と新人無所属による一騎討ちとなり上村一郎が11,313票で新人無所属を7,886票差で破り当選した。2選。投票率が第5回市長選挙（投票率：69.39%）から低下（投票率：61.21%）した。
| 代位  | 市長氏名 | 任期                      | 任期                      | 肩書き         | 所属政党 | 備考                   |
| 代位  | 市長氏名 | 自                        | 至                        | 肩書き         | 所属政党 | 備考                   |
| ----- | -------- | ------------------------- | ------------------------- | -------------- | -------- | ---------------------- |
| －    | 久野耕市 | 2003年（平成15年）4月1日  | 2003年（平成15年）4月27日 | 旧白鳥町長     | 無所属   | 市長職務執行者         |
| 初代  | 中條弘矩 | 2003年（平成15年）4月28日 | 2007年（平成19年）4月26日 | 旧大内町長     | 無所属   | 投票率：74.35%（1期）  |
| 第2代 | 藤井秀城 | 2007年（平成19年）4月27日 | 2011年（平成23年）4月26日 | 元東かがわ市議 | 無所属   | 投票率：71.69%（1期）  |
| 第2代 | 藤井秀城 | 2011年（平成23年）4月27日 | 2015年（平成27年）4月26日 | 元東かがわ市議 | 無所属   | 投票率：71.68%（2期）  |
| 第2代 | 藤井秀城 | 2015年（平成27年）4月27日 | 2019年（平成31年）4月26日 | 元東かがわ市議 | 無所属   | 投票率：68.48%（3期）  |
| 第3代 | 上村一郎 | 2019年（平成31年）4月27日 | 2023年（令和5年）4月26日  | 元国会議員秘書 | 無所属   | 投票率：69.39%（1期）  |
| 第3代 | 上村一郎 | 2023年（令和5年）4月27日  |                           | 元国会議員秘書 | 無所属   | 投票率：61.21％（2期） |

### 行政機構
- 議会事務局
- 総務部 - 総務課、財務課、地域創生課、危機管理課、税務課、人権推進課
- 市民部
  - 本庁舎 - 市民課、福祉課、子育て支援課、保健課、介護保険課、環境衛生課
  - 引田支所 - 市民課引田窓口
  - 大内支所 - 市民課大内窓口
  - 福栄出張所 - 市民課福栄出張所
  - 五名出張所 - 市民課五名出張所
- 事業部 - 農林水産課、建設課、上下水道課
- 会計課
- 監査委員事務局
- 教育委員会事務局 - 学校教育課、生涯学習課
- 選挙管理委員会（財務課）
- 農業委員会（農林水産課）
- 固定資産評価審査委員会（総務課）
- 公平委員会（事務委託）

### 庁舎・支所・出張所
- 東かがわ市役所本庁舎（旧白鳥町役場）
- 東かがわ市役所引田支所（旧引田町役場）
- 東かがわ市役所大内支所（ひとの駅さんぼんまつ、旧大内町役場跡地）
- 福栄出張所（旧白鳥町役場福栄支所）
- 五名出張所（旧白鳥町役場五名支所）

## 議会

### 市議会
- 定数：16人
- 任期：2023年4月26日 - 2027年4月25日
- 議長：渡邉堅次
- 副議長：工藤正和

### 衆議院
- 選挙区：香川2区（高松市（旧国分寺町・香川町・香南町・塩江町・牟礼町・庵治町域）、丸亀市（旧綾歌町・飯山町域）、坂出市、さぬき市、東かがわ市、木田郡、綾歌郡）
- 任期：2024年10月27日 - 2028年10月26日
- 当日有権者数：250,122人
- 投票率：54.95％

| 当落 | 候補者名   | 年齢 | 所属党派   | 新旧別 | 得票数   | 重複 |
| ---- | ---------- | ---- | ---------- | ------ | -------- | ---- |
| 当   | 玉木雄一郎 | 55   | 国民民主党 | 前     | 89,899票 | ○    |
| 比当 | 瀬戸隆一   | 59   | 自由民主党 | 前     | 39,006票 | ○    |
|      | 石田真優   | 42   | 日本共産党 | 新     | 6,466票  |      |

## 経済・産業

### 製造業
- 製造品出荷額は1133億円（平成24年）であり、重化学コンビナートや大型造船所を抱える市町に比べて少なく、県内シェアは5％にとどまる。一方、第二次産業就業者の割合は36.2％（同）で県内2位と高く、製造業に依存した産業構造となっており、人口1万人当たりの事業所数は38.8か所（同）で県内4位と高い。これは、市内の製造業において手袋製造といった軽工業の占める部分が大きいことを示している。
- 主要産業は手袋工業であり、国内生産シェアは90％ときわめて高くなっている。市内には手袋主要メーカーの本社が集中し、特に旧白鳥町に多い。しかし、30年程前から日本よりも労働費の安価な中国や東南アジアに生産拠点を移す企業が相次ぎ、かつてのほどの賑わいは見せていない。近年では、高度な技術が必要な、高級志向の製品の製造や、障害者用車いすなど、手袋以外の分野を開拓しようとする手袋企業も現れている。代表的なメーカーに中虎とその子会社であるジェイ・アール・プロダクツがある。
- 旧大内町に本社を置く帝國製薬は、医療用湿布製造で全国シェアの約40％を占める。
- 旧引田町には、トヨタグループの主要企業の1つであるジェイテクト（旧光洋精工）香川工場やその関連工場が立地する。香川工場で生産されるテーパーローラーベアリングは世界シェアの25％を占め、近年工場拡張により生産量が大幅に増加している。

### 農水産業

#### 漁業
- 旧引田町は、ハマチ養殖発祥の地として有名である。旧町内にある潟湖の安戸池で1928年、地元の網元の三男であった野網和三郎が私費を投じ、鹹水魚としては世界初となるハマチの養殖の事業化に成功し、全国各地から多くの観光客や漁業関係者が視察に訪れた。このことがきっかけで、香川県の県魚にハマチが選ばれることにもなった。養殖が全国各地に広まった現在でも、ハマチや鯛、海苔の養殖が盛んに行われ、中四国でも有数の規模を誇っている。しかし、近年の瀬戸内海の水質悪化に伴う赤潮の発生により、養殖いけす内の魚が全滅するなどの深刻な被害を度々受けており、その損失から規模縮小や廃業に追い込まれる養殖業者もでてきた。瀬戸内各地で赤潮被害が起こり、それをテレビのニュースやドキュメンタリー番組が伝える際に、大抵放送されるのが、「引田沖」の養殖いけすの中で、夥しい数の魚の死体が腹を向けて浮かんでいる映像であり、赤潮が発生し始めたここ20-30年は「引田＝赤潮被害を最も受けているところ」として全国的にその名が知られるようになっている。赤潮の被害を食い止めるため、香川県は赤潮が発生する恐れがある場合に赤潮警報を発令したり、養殖業者も、養殖いけすを深くする（赤潮は、海面付近で発生し、海中の深いところは大丈夫である場合が多い。いけすを深くすれば、魚が赤潮の発生している海面から、安全な深い場所へ避難することができる。）、養殖いけすを赤潮の発生していない場所へ移動させる、海洋汚染を防ぐため養殖魚の餌を工夫する等の対策を講じている。
- 漁業従事者の高齢化が進行している。原因は、後継者の不足で、農業ほど深刻ではないが、このまま放置すれば、東かがわ市の漁業の衰退に繋がりかねない。
- ここ数年、需要低迷や養殖業者の全国的な増加に伴い、ハマチの供給過剰が続いており、東かがわ市の養殖ハマチの水揚げ高は10年前の半分程に低迷している。

そこで、引田漁協と香川県は、ハマチ養殖発祥の地として他産地との差別化を図るべく、引田産のハマチのうち、25メートル四方・深さ20メートル以上の大型のいけすで栽培した4キロ以上のものを地域団体商標として認定された「ひけた鰤（ぶり）」として売り出すことにした。香川県内はもとより、周辺の県や京阪神、東京でも積極的にPRを行ない、特許庁の「地域ブランド」への商標登録が決定した。2008年は、ハマチ養殖成功80周年、野網和三郎生誕100年に当たり、これを契機として、様々なイベントや、ハマチやブリを生かした新商品の開発などの新しい試みが進められた。

#### 農業
- 平地や川沿いでは水田が多い。海沿いにも、明治～大正にかけて塩田跡地を改良して整備した水田も数多く見受けられる。水主（みずし）で採れる米は上質で、水主米というブランド名をつけて販売されている。
- 旧大内町では、パセリの栽培が盛ん。引田では、和三盆糖製造に必要なさとうきびが栽培されている。
- 近年では農業従事者の高齢化が進み、平均年齢が70歳に近いような地区も珍しくなくなってきている。早急な後継者の育成が求められている。

### 商業・観光
- 年間小売販売額は245億円、年間卸売販売額は281億円（平成19年商業統計調査）で、ともに香川県内の市のなかで最も少ない。合併前の平成14年調査では、小売販売額が3町最大が大内町で162億円（県内39市町中11位）、卸売販売額が白鳥町で108億円（県内13位）であった。
- 市内を東西に貫く国道11号沿いに多数店舗が立地するほか、三本松、白鳥、引田地区の旧讃岐街道沿いに中小商店街が形成されている。このうち三本松地区の商店街が市内最大であり、昭和40年代には、現地点に移転した三本松高校跡地に南新町商店街が整備され、東讃地区の商業の中心として繁栄した。現在では空き店舗が目立ちかつての勢いはないが、地元商店会によって定期的にイベントが開かれるなど、活性化への努力が続けられている。
- 近年、マルナカ白鳥店や、コーナン東かがわ店などの大規模小売店が旧引田町、大内町の中間に位置する白鳥地区に相次いで出店しており、市内全域から集客している。合併以前は旧大内町三本松が最も栄えていたが、合併後特にここ最近は旧白鳥町の11号線沿いまたは新バイパス沿いに大型店や全国区のチェーン店など新規出店が相次いでおり、中心地が白鳥になった。一方で、三本松地区に集中して出店しているトヨタ自動車系ディーラー5社のうち、県外資本のネッツトヨタ香川を除く4社は東かがわトヨタ自動車販売合同会社を設立し、2022年4月に4社の店舗を統合して開業している。
- 「人形の町」として観光客誘致を図っている。2011年に「世界の人形展」を開始、2015年から「世界の人形祭」に衣替えした。水運で栄えた引田地区ではかつて、ひな人形を軒先に飾って豪華さを競う風習があったことや、古い商家が残っていることを生かしている[5]。

## 教育

### 学校教育

#### 小学校
- 東かがわ市立大内小学校

#### 中学校
- 東かがわ市立大川中学校

#### 小中一貫校
- 東かがわ市立白鳥小中学校
- 東かがわ市立引田小中学校

#### 高等学校
- 香川県立三本松高等学校

### 社会教育

#### 図書館
- 東かがわ市立図書館本館
- 交流プラザ図書コーナー
- 引田分室

#### 博物館

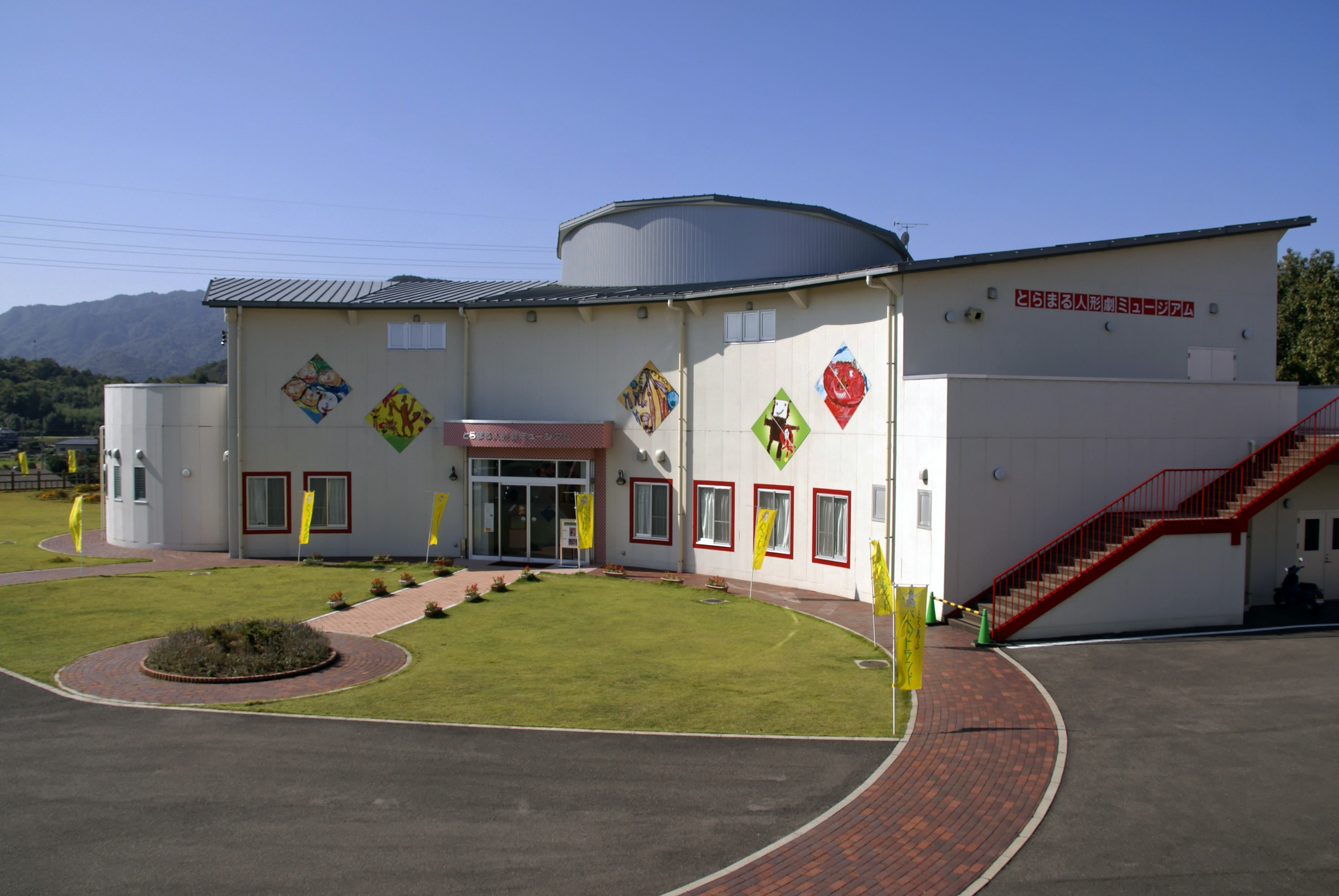
とらまる人形劇ミュージアム

- とらまる人形劇ミュージアム
- 東かがわ市歴史民俗資料館

#### 公民館等
- 引田公民館、小海公民館、中央公民館、白鳥公民館、大内公民館、三本松公民館、誉水公民館、丹生公民館
- 女性センター、福栄コミュニティセンター、水主コミュニティセンター、丹生コミュニティセンター、水主交流センター

#### 体育施設
- 引田温水プール
- 引田飛翔体育館
- 引田体育館
- 引田武道館
- 引田野球場
- 引田運動公園テニス場
- 引田テニス場
- 引田翼体育館
- 引田運動広場
- 引田多目的広場
- 引田ゲートボール場
- 小海体育館
- 白鳥体育館
- 白鳥武道場
- 大内野球場
- 大内体育センター
- とらまる公園体育館（とらまるてぶくろ体育館）

## 医療

### 公立病院
- 香川県立白鳥病院（松原）
  - 香川県内に4つある県立病院の1つである。大川保健医療圏の拠点病院としての機能を有する。病床数は150床。入院患者の約9割は東かがわ市民である。昭和28年に開院し、平成22年に新築された。

　　臨床研修病院、へき地医療拠点病院、第二次救急医療機関、香川県がん検診精密検査協力医療機関（胃、肺、乳、大腸）　　　　　　　　　　　　　　　
　　香川県肝疾患専門医療機関。
市内の五名診療所に医師を派遣している。

### 民間病院・診療所
- 入院病床を有する病院は2院あり、いずれも三本松に立地。
  - 太田病院
  - 阪本病院
- 医科・歯科診療所は旧3町いずれにも立地している。

## 交通

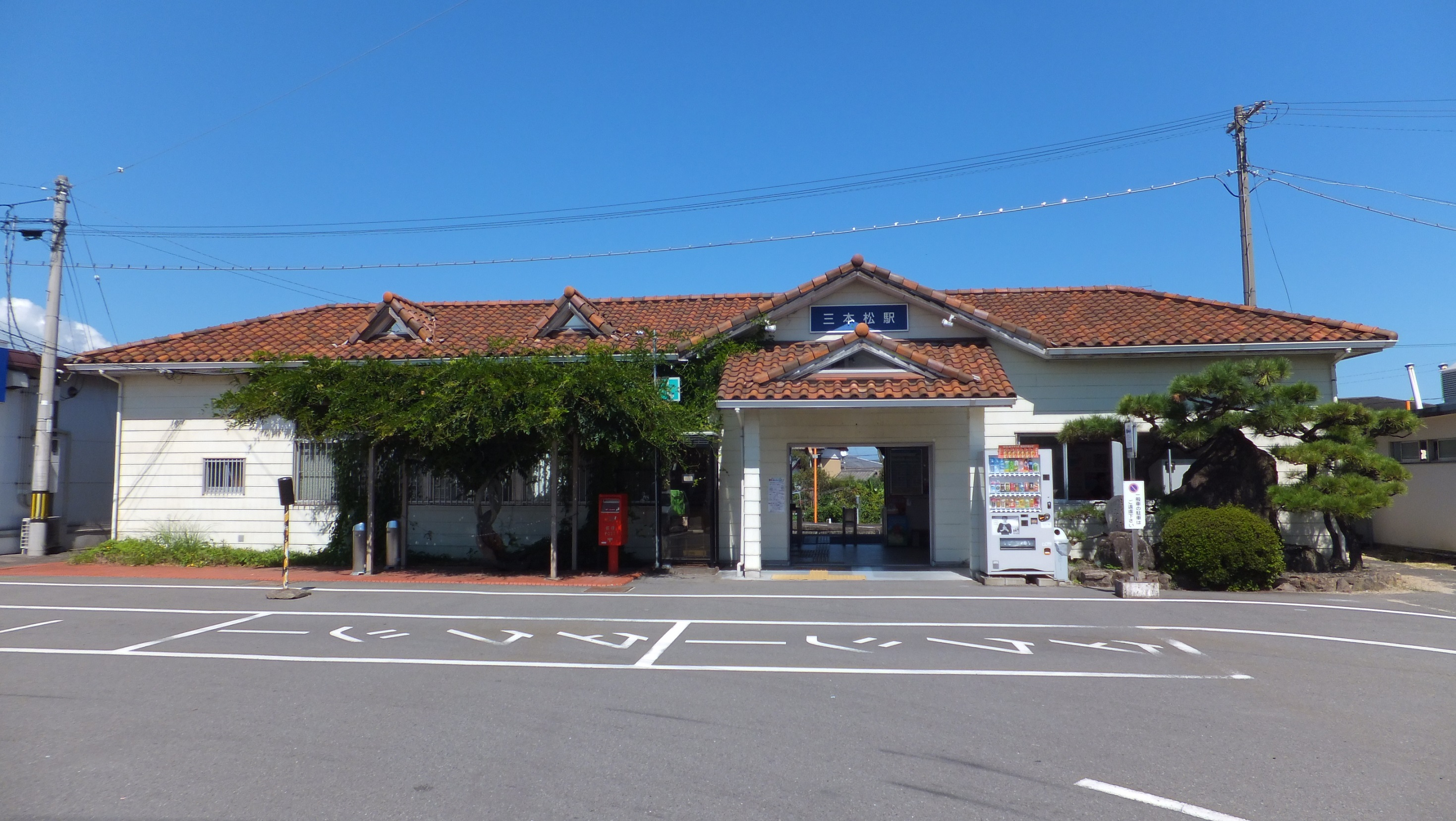
三本松駅

- 市内の東西をJR高徳線、高松自動車道、国道11号がほぼ平行する形で貫き、高松市と徳島市とを結ぶ交通の要衝となっている。また、三本松港、引田港といった港湾が瀬戸内海沿いに立地する。
- 市内の交通は他の地方都市と同様マイカーに大きく依存しているが、交通事故発生件数（人口当たり）が全国最多の香川県にあって、交通事故は少ない。人口1万人当たりの年間交通事故発生件数は73.0件（平成24年度）と、県内市町中で4番目に少なく、島嶼部を除けば県内最少であり、第一位の宇多津町（143.9件）と比較すると、約半分にとどまっている。

### 鉄道
四国旅客鉄道（JR四国）
- 高徳線
  - 丹生駅 - 三本松駅 - 讃岐白鳥駅 - 引田駅 - 讃岐相生駅

JTB時刻表による代表駅は讃岐白鳥駅であるが、特急うずしおは三本松駅には33本全便、讃岐白鳥に1日12本、引田駅に1日27本停車する。高松駅方面からの普通列車は多くが引田駅止まりのため、香川県最東端の讃岐相生駅の停車本数は少なく、1日の平均利用者は20人ほどで、県内の駅で最も少ない。

### バス
- 隣接するさぬき市のようなコミュニティバスの運行はない。
- 引田駅を境に西側を大川バス、東側を鳴門市営バスから路線を引き継いだ徳島バスが乗り入れている。
- 高速バスについては下記引田BS、大内BSの項目を参照。

### 道路

#### 高速道路・有料道路
- 高松自動車道
  - 引田IC/BS
  - 白鳥大内IC
  - 大内BS

#### 一般国道
- 国道11号
三本松から湊にかけての区間は信号が多く、朝夕のラッシュ時にはしばしば渋滞が発生する。混雑解消のため、伊座から丹生にかけて、大内白鳥バイパス(部分開通)を建設中である。
- 国道318号
かつては峠越えのカーブの連続する隘路で、非常に走りにくい道路だったが、1986年に鵜の田尾トンネル開通が開通し、それに併せてに2車線化が進められたことで道路事情は格段に良くなり、所要時間も大幅に短縮された。これにより東かがわ市と徳島県中部との行き来が楽になり、車の通行量も大幅に伸びた。この国道沿いに徳島自動車道の土成ICがある。東かがわ市から高知・松山方面に行く際は、高松自動車道で高松、坂出を経由するより、この国道で土成ICまで行き、徳島自動車道を経由するほうが料金が安い。
- 国道377号
五名からさぬき市多和経座西にかけては非常に狭隘な区間が多いが、近年改良工事が進んでおり、2001年には五名トンネル、2012年にははらいがわトンネル・五名大橋が開通している。

#### 主要地方道
- 徳島県道・香川県道1号徳島引田線
徳島県板野町大宮から坂元の区間は、大坂峠を越えるため、道幅は狭く、カーブも連続する。ちなみに、この大坂峠は、源平合戦の折屋島へ向かう源義経の軍勢が通ったと言われており、太古の昔から讃岐と阿波を結ぶ交通の要衝としての役目を果たし、日本の道100選に選ばれている。
- 香川県道・徳島県道2号津田川島線
- 香川県道・徳島県道3号志度山川線
東かがわ市に属するのはわずか数メートル。すぐに徳島県に入るが、そこは自動車通行不能区間となる。
- 香川県道10号高松長尾大内線
4車線のバイパス建設が進められ2019年5月31日に全線4車線化が完成した。高松市と東かがわ市が4車線の道路で直結することとなり、交通混雑解消と、所要時間の大幅な短縮が期待される。2021年12月に国道11号大内白鳥バイパスと接続した。
- 徳島県道・香川県道34号石井引田線
- 香川県道40号白鳥引田線
- 香川県道41号大内白鳥インター線

#### 一般県道
- 香川県道・徳島県道102号引田滝宮線
- 香川県道121号川股馬宿線
- 香川県道122号津田引田線
さぬき市津田町鶴羽～小磯間と、松原～引田間では、海岸沿いの山の中腹を通るため、高いところから瀬戸内海を一望することが出来る。道沿いには、安戸池や白鳥神社、ベッセルおおちなどの観光名所も点在している。
- 香川県道123号引田港線
- 香川県道125号讃岐白鳥停車場線
- 香川県道126号讃岐白鳥停車場湊線
- 香川県道127号三本松港線
- 香川県道128号三本松停車場線
- 香川県道129号水主三本松線
- 香川県道130号中村落合線
- 香川県道131号丹生停車場線
- 香川県道132号田面入野山線

### 港湾

#### 港湾法による地方港湾[6]
- 三本松港
  - 三本松港は、江戸時代に讃岐最大の砂糖の積み出し港として栄えていた。その後、昭和初期に紡績工場の立地により本格的な港湾整備が始まり、現在に至っている。[7]
  - 1989年7月1日より阪急汽船の三本松港航路（神戸ー鳴門(亀浦）ー三本松）が、運航していたが、1993年4月13日 利用客の減少により、運休。[8]1995年6月30日に廃止(廃止時は、徳島高速船による運航)となった。[9]
- 白鳥港
- 安戸港
- 引田港

#### 漁港
- 相生港
- 馬宿港
- 小磯港
- 馬篠港

## 名所・旧跡・観光・祭事・行事

### 名所・旧跡
- 與田寺 - 四国八十八箇所総奥の院、宝物館で寺宝を公開
- 釈王寺 - 本尊の木造聖観音像は国の重要文化財）
- 三宝寺 - 香川県天然記念物の菩提樹がある
- 白鳥神社 - 白鳥神社の松原は、日本の白砂青松100選。新四国曼荼羅霊場7番札所、さぬき十五社1番。
- 水主神社 - 祭神は倭迹々日百襲姫命、さぬき十五社二番

### 観光
- 絹島及び丸亀島（国の天然記念物）
- 鹿浦越のランプロファイヤ岩脈（国の天然記念物）
  - 東かがわ観光船協会（引田）のプレジャーボートで海からランプロファイヤ岩群や絹島柱状節理などの瀬戸内ジオサイトを臨む風景が四国八十八景83番に選定。
- 引田の街並み(四国八十八景84番)
  - 讃州井筒屋敷、かめびし屋、山本家住宅、松村家住宅、泉家住宅、長崎家住宅、日下家住宅、旧引田郵便局（風の港館）、誉田八幡神社

- とらまる公園
  - ミニチュア児遊館、とらまる人形劇ミュージアム、人形劇場とらまる座、ベッセルおおち
- 温泉施設 - 白鳥温泉、翼山温泉
- 田の浦海水浴場
- 白鳥中央公園
- しろとり動物園 - ホワイトタイガー・ベンガルトラがいる。日本動物園水族館協会には未加盟。
- 御山 - 白鳥神社内にある標高3.6mの山[10]。自然の山として日本一低いとされる。
- みぞおちの滝

### レジャー
- しろとり人工スキー場（スキー）2010年3月31日1日閉場　[11]

- 大坂峠テイクオク場（ハングライダー、パラグライダー）
- 高平山テイクオク場（ハングライダー）
- 大池オートキャンプ場
- 田の浦キャンプ場

### 祭事・行事
- 引田ひなまつり - 3月
- 讃州井筒屋敷　端午の節句まつり - 5月
- 風の港まつり - 7月、引田港周辺
- 白鳥神社秋季大祭 - 10月

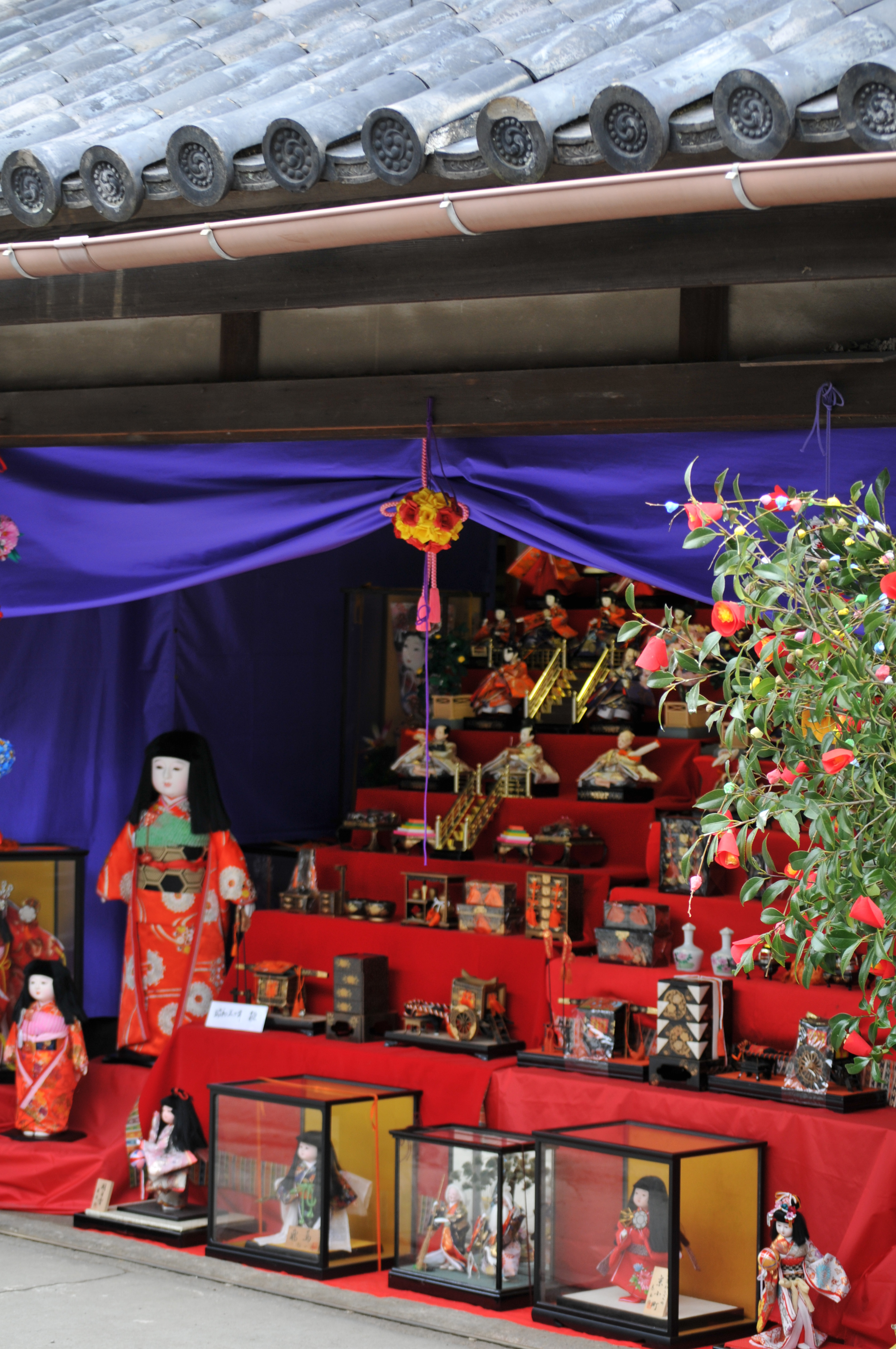
引田ひなまつり

- 山王宮夏まつり（別名：あばれだんじり） - 7月最終日曜日
- どんと恋祭 - 11月、とらまる公園

## メディア

### 新聞
- 四国新聞東讃支局

### 地上波テレビ放送
アナログ放送ではほとんどの世帯で地元局に加えて、あるいは地元局を視聴せずに関西広域民放を視聴していた。ただ、デジタル放送（地デジ）ではそれら関西広域民放の受信が困難あるいは不可能で、ケーブルテレビによる再送信が頼りとなるが、再送信同意等の問題が立ちはだかっており、現状CATVによる再送信は行えてない。
CATVによる再送信が不可能な現状では、個別受信を試すことになるが、混信のないMBSとytvは高性能アンテナの設置で比較的安定受信できる可能性が高いが、ABCとKTVの視聴困難は下に記載のある地元局の混信が原因であるため安定受信が困難である。

#### 地元テレビ局
主に沿岸部では海を越えた小豆島局を受信し、内陸部では白鳥局を受信することにより全チャンネルが視聴できる。丹生、水主、安戸はNHK専用の中継局である。
- 偏波面が「垂直」となっているものについては、アンテナを通常の水平の場合から横に90度回転させることにより、大地に対して素子を垂直に立てる。

| 局名                 | 局名                 | NHK高松 | NHK高松 | RNC  | KSB  | RSK  | OHK  | TSC  | 出力 | 偏波面 | 送信 場所       |
| 局名                 | 局名                 | 総合    | 教育    | RNC  | KSB  | RSK  | OHK  | TSC  | 出力 | 偏波面 | 送信 場所       |
| デジタルリモコン番号 | デジタルリモコン番号 | 1ch     | 2ch     | 4ch  | 5ch  | 6ch  | 8ch  | 7ch  | 出力 | 偏波面 | 送信 場所       |
| -------------------- | -------------------- | ------- | ------- | ---- | ---- | ---- | ---- | ---- | ---- | ------ | --------------- |
| 小豆島 (四方指)      | デジタル             | 38ch    | 51ch    | 20ch | 30ch | 21ch | 27ch | 46ch | 30W  | 水平   | 向山 (美しの原) |
| 白鳥                 | デジタル             | 32ch    | 45ch    | 20ch | 30ch | 21ch | 46ch | 27ch | 1W   | 水平   | 高平山          |
| 丹生                 | デジタル             | 38ch    | 51ch    | -    | -    | -    | -    | -    | 0.1W | 水平   | 北山            |
| 水主                 | デジタル             | 24ch    | 18ch    | -    | -    | -    | -    | -    | 0.1W | 垂直   | 水主            |
| 安戸                 | デジタル             | 39ch    | 33ch    | -    | -    | -    | -    | -    | 0.1W | 水平   | 引田            |

#### 関西圏のテレビ局(テレビ放送開始当初より)
ほとんどの世帯ではVHFアンテナを生駒山に向けて関西広域民放を視聴していた。特にアナログ放送に関してはほぼすべての世帯で視聴が可能であったため、民放に加えてNHK総合（NHKG）と同教育テレビ（Eテレ）の大阪放送局を視聴した場合（大阪放送局と高松放送局で時間帯によっては番組が違うこともあるため）、テレビなどリモコンのテンキー12チャンネルでは足りなかった。だが、同じ生駒山でも府域局であるTVOテレビ大阪は出力が低く、加えて関西広域用のVHFアンテナに加えTVO専用のUHFアンテナを揚げなければならないため、アナログ放送でも視聴する世帯は少数派であった。
ただ、デジタル放送では大阪本局の指向性設定などのスピルオーバー対策や、そもそもABCとKTVに関しては距離が近く電波の強力な高松局でRNC・KSBデジタルが同一チャンネルを使用しているため混信をきたし、安定した受信は困難となっている。混信のないMBSとytvは20素子程度の高性能アンテナの使用で障害物等がなければ比較的安定して受信することができる。
デジタル化以降の関西広域テレビの安定受信のためには高松局の15ch・17ch周波数変更かCATVでの再送信が望まれる。
一方、サンテレビなど神戸の電波は送信所の標高が高く距離も近いため、アナログ・デジタルとも遠距離受信用多素子UHFアンテナを揚げることにより視聴できる。また、地元放送局との問題もないため、地デジ化以降ケーブルテレビでの再送信も行われている。
- 以下は主に沿岸部・平野部の受信状況である。
  - 太字＝電波が強いため、通常の遠距離用多素子アンテナで受信可能
  - 太字斜体＝距離があり、加えてTVOの場合は出力が低いため、安定した受信には高性能アンテナが必要
  - 斜体＝高松局が同一チャンネルを使用しているため、安定受信のためには高松局のch変更が必要
  - 通常＝受信困難

| 局名                 | 局名                 | NHK大阪 | NHK大阪 | NHK神戸 | SUN  | MBS    | ABC    | KTV    | ytv    | TVO    | 出力        | 偏波面 | 送信 場所 |
| 局名                 | 局名                 | 総合    | 教育    | 総合    | SUN  | MBS    | ABC    | KTV    | ytv    | TVO    | 出力        | 偏波面 | 送信 場所 |
| デジタルリモコン番号 | デジタルリモコン番号 | 1ch     | 2ch     | 1ch     | 3ch  | 4ch    | 6ch    | 8ch    | 10ch   | 7ch    | 出力        | 偏波面 | 送信 場所 |
| -------------------- | -------------------- | ------- | ------- | ------- | ---- | ------ | ------ | ------ | ------ | ------ | ----------- | ------ | --------- |
| 神戸 (中継局)        | デジタル             | -       | (13ch)  | 22ch    | 26ch | (16ch) | (15ch) | (17ch) | (14ch) | -      | 1kW/(3W)    | 水平   | 摩耶山    |
| 神戸 (中継局)        | アナログ             | -       | (45ch)  | 28ch    | 36ch | (31ch) | (41ch) | (43ch) | (47ch) | -      | 10kW/(30W)  | 水平   | 摩耶山    |
| 大阪広域 (大阪府域)  | デジタル             | 24ch    | 13ch    | -       | -    | 16ch   | 15ch   | 17ch   | 14ch   | (18ch) | 3kW/(1kW)   | 水平   | 生駒山    |
| 大阪広域 (大阪府域)  | アナログ             | 2ch     | 12ch    | -       | -    | 4ch    | 6ch    | 8ch    | 10ch   | (19ch) | 10kW/(10kW) | 水平   | 生駒山    |

### AMラジオ放送

#### 地元局
- NHK高松第1放送：1368kHz（高松局 出力5kW）
- NHK高松第2放送：1035kHz（高松局 出力1kW）
- 西日本放送ラジオ：1449kHz（白鳥局 出力100W、高松局 出力5kW）

#### 県外局
- MBSラジオ：1179kHz（大阪局 出力50kW）
- 朝日放送ラジオ：1008kHz（大阪局 出力50kW）
- ラジオ大阪：1314kHz（大阪局 出力50kW）
- ラジオ関西：558kHz（神戸局 出力20kW）
- RSKラジオ：1494kHz（岡山局 出力10kW）
- 四国放送ラジオ：1269kHz（徳島局 出力5kW）
- NHK大阪第1放送：666kHz（大阪局 出力100kW）
- NHK大阪第2放送：828kHz（大阪局 出力300kW）
- NHK岡山第1放送：603kHz（岡山局 出力5kW）
- NHK岡山第2放送：1386kHz（岡山局 出力5kW）
- NHK徳島第1放送：945kHz（徳島局 出力5kW）

### FMラジオ放送

#### 地元局
- NHK高松FM：86.0MHz（高松局 出力1kW）
- FM香川：78.6MHz（高松局 出力1kW）
- 西日本放送ラジオ（ワイドFM）：90.3MHz（高松局 出力1kW）

#### 県外局
- FM COCOLO：76.5MHz（生駒山送信所  出力10kW）
- FM802：80.2MHz（大阪局 出力10kW）
- FM大阪：85.1MHz（大阪局 出力10kW）
- Kiss-FM KOBE：89.9MHz（神戸局 出力1kW）
- FM岡山：76.8MHz（岡山局 出力1kW）
- FM徳島：80.7MHz（徳島局 出力1kW）
- NHK大阪FM放送：88.1MHz（大阪局 出力10kW）
- NHK岡山FM放送：88.7MHz（岡山局 出力1kW）
- NHK徳島FM放送：83.4MHz（徳島局 出力1kW）
- NHK神戸FM放送：86.5MHz（神戸局 出力500W）
- MBSラジオ（ワイドFM）：90.6MHz（大阪局 出力7kW）
- ラジオ大阪（ワイドFM）：91.9MHz（大阪局 出力7kW）
- ABCラジオ（ワイドFM）：93.3MHz（大阪局 出力7kW）
- RSKラジオ（ワイドFM）：91.4MHz（岡山局 出力700W）
- ラジオ関西（ワイドFM）：91.1MHz（神戸局 出力1kW）
- 四国放送ラジオ（ワイドFM）：93.0MHz（徳島局 出力1kW）

### ケーブルテレビ
- 東かがわ光サービス[13]
  - 光ファイバ網の整備と告知放送端末の設置
市内全域に光ファイバを整備し全戸に告知放送端末を設置(無料)、緊急放送・定時放送・グループ放送、市内無料電話サービスを提供
  - インターネット・ケーブルテレビサービス
告知放送端末設置世帯では、超高速インターネット(STNet)やケーブルテレビ(ケーブルメディア四国)のサービス提供(有料)
  - 経緯
    - 2004年(平成16年)3月 東かがわ市総合計画 前期基本計画（平成16年度～平成20年度）[14]
情報:CATVなど高度情報システムによる双方向ネットワークを構築する。
    - 2004年(平成16年) CATV事業一部予算を計上をしたが、台風23号の災害復旧の為、事業断念。また民間事業者の参入計画有り。
    - 2006年(平成18年)3月 東かがわ市地域情報化基本計画策定[15]
    - 2009年(平成21年)3月 東かがわ市総合計画 後期基本計画（平成21年度～平成25年度）[16]
情報:東かがわ市地域情報化基本計画に基づき、最適な地域ネットワークが構築できるよう十分な調査・研究を実施したうえで整備を図る。
    - 2009年(平成21年)9月18日 東かがわ市9月定例議会
追加提案された46億6400万円の光ファイバー網敷設事業を盛り込んだ補正予算案（補正後201億7812万円）を可決[17][18]
    - 2009年(平成21年)10月9日 平成21年度東かがわ市情報通信基盤整備事業IRU契約に関するプロポーザル
交渉権獲得 株式会社STNet (応札:STNet、NTT西日本、エヌディエス)
    - 2009年(平成21年)10月発行 東かがわ市議会だより26号 東かがわ市情報通信基盤整備事業計画（案）について掲載[19]
    - 2010年(平成22年)1月発行 広報東かがわ2010年1月号 市情報通信基盤整備事業計画を掲載[20]
    - 2010年(平成22年)1月7日 平成21年度東かがわ市情報通信基盤整備事業実施設計及び工事監理委託業務
落札 128,000,000円 株式会社アイ・ティー・シー
    - 2010年(平成22年)1月発行 東かがわ市議会だより27号 情報の開示について議会質問[21]
    - 2010年(平成22年)2月10日 地域情報通信基盤整備推進交付金交付決定[22]
事業費： 4,506,000,000円　交付金 : 1,502,000,000円
    - 2010年(平成22年)3月発行 広報東かがわ2010年3月号 地域情報化に向け説明会実施を掲載[23]
    - 2010年(平成22年)4月11日 東かがわ光サービス住民説明会開始
    - 2010年(平成22年)4月20日 告知放送端末設置申込書発送開始
    - 2010年(平成22年)4月26日 平成21年度（繰越）東かがわ市情報通信基盤整備事業伝送路整備工事
落札 2,150,000,000円 株式会社四電工香川支店 (応札:四電工、日本コムシス、四国通建)
    - 2010年(平成22年)4月26日 平成21年度（繰越）東かがわ市情報通信基盤整備事業センター設備等整備工事
落札 918,000,000円 四国通建株式会社高松支店 (応札:四電工、日本コムシス、四国通建)
    - 2010年(平成22年)5月発行 広報東かがわ2010年5月号 「どこよりも元気なまち」実現を目指して光サービス[24]
    - 2010年(平成22年)6月発行 広報東かがわ2010年6月号 東かがわ光サービス情報[25]
    - 2010年(平成22年)6月7日 6月定例市議会光ファイバー網を整備する情報通信基盤整備事業に関する2社との工事請負契約（総額約32億円）の締結
2010年(平成22年)7月発行 東かがわ市議会だより29号[26]
    - 2010年(平成22年)7月発行 広報東かがわ2010年7月号 東かがわ光サービス ここが聞きたい[27]
    - 2010年(平成22年)9月発行 広報東かがわ2010年9月号 東かがわ光サービス 宅内工事がまもなく開始[28]
    - 2010年(平成22年)11月発行 広報東かがわ2010年11月号 東かがわ光サービス 告知放送端末工事にご協力を![29]
    - 2010年(平成22年)11月発行 東かがわ市議会だより30号 東かがわ市ふるさと・しあわせ情報システム（通称オフトーク）を廃止[30]
    - 2010年(平成22年)11月29日 東かがわ市臨時議会 情報通信基盤整備事業の契約金額の変更で機器類を追加設置するため、9166万円増額
    - 2010年(平成22年)12月20日 東かがわ市12月定例議会 市情報通信基盤管理条例の制定
    - 2010年(平成22年)12月27日 平成22年度分告知放送端末設置の受付終了、12,200件(加入率87.8%)[31]
    - 2016年(平成28年)6月1日 地域情報通信基盤整備推進交付金事業の事後評価の公表[32]
CATV加入数 3,521、ブロードバンド加入数 4,935(平成27年度末)
    - 2019年(令和元年)8月23日 議会閉会中の総務常任委員会審議 告知放送端末の取扱いについて[33]
    - 2022年(令和4年)4月1日 インターネット・ケーブルテレビ設備はSTNetに無償譲渡、告知放送設備は従来通り市が直営[34]

## 通信
東かがわ市内の市外局番は全域で0879（三本松MA）である。東かがわ市以外で同じ三本松MAなのはさぬき市（志度・鴨庄・小田・鴨部・末を除く）で全域が0879、この域内では市内通話が可能である。三本松MAの加入者総数は2万5937回線。
その他、対岸の小豆郡も市外局番が同じであるが、土庄MAのため市外通話扱いとなり市外局番が必要となる。
三本松MA収容局一覧
| 三本松：東かがわ市三本松611番地1 讃岐津田：さぬき市津田町津田字北上所 引田：東かがわ市引田字小海代1937番地 福栄：東かがわ市与田山 | 五名：東かがわ市五名 大川：さぬき市大川町富田中2114番地1 長尾：さぬき市長尾西864番地1 多和：さぬき市多和助光西 |

## 出身者・ゆかりの人物
- 笠置シヅ子 - 歌手、女優
- 南原繁 - 政治学者、元東京大学総長
- 久米通賢 - 発明家
- 豊島長吉 - 内務官僚、栃木県知事などを歴任
- 広瀬直幹 - 内務官僚、宮崎県知事などを歴任
- 藤本捨助 - 政治家、教育者、元衆議院議員
- 坂東幸太郎 - 政治家、旭川市長、衆議院議員を歴任
- 三土忠造 - 政治家
- 宮脇長吉 - 陸軍軍人、政治家
- 宮脇梅吉 - 官僚、県知事
- 保井コノ - 日本初の女性博士
- 林康子 - 世界的オペラプリマドンナ
- 藤猪省太 - 柔道家、世界柔道選手権大会78kg級4連覇
- 吉鷹幸春 - 柔道家、ユニバーシアード71kg級優勝
- 植田辰哉 - 全日本男子バレーボールチーム監督
- 神風正一 - 元大相撲力士・NHK大相撲解説者
- 森高一真 - ボートレーサー
- 東哲也 - 元プロ野球選手
- 川畑勇一 - 元プロ野球選手
- 三好大倫 - プロ野球選手
- 中原淳一 - イラストレーター
- 原文彦 - 作詞家
- 樋端久利雄 - 元海軍大佐
- 梅川昭美 - 連続殺人犯、三菱銀行人質事件